# District de Valence (Drôme)
Pour les articles homonymes, voir District de Valence.
Le district de Valence est une ancienne division territoriale française du département de la Drôme de 1790 à 1795.
Il était composé des cantons de Valence, Bourg lès Valence, Chabeuil, Etoille, Lyonne ci devant Saint Jean, Montellier, Rochefort Samson et Tain l'Hermitage.